# Clematis tenuimarginata
Clematis tenuimarginata är en ranunkelväxtart som beskrevs av Hj. Eichl.. Clematis tenuimarginata ingår i släktet klematisar, och familjen ranunkelväxter. Inga underarter finns listade i Catalogue of Life.